# 陶滕多夫
陶滕多夫是德国图林根州的一个市镇。总面积5.29平方公里，总人口170人，其中男性87人，女性83人（2011年12月31日），人口密度32人/平方公里。